# ۹۸۵ (قمری)
۹۸۵ (قمری)، نهصد و هشتاد و پنجمین سال در گاهشماری هجری قمری است. اول محرم این سال برابر با سی و یکم مارس سال ۱۵۷۷ میلادی است.

## وابسته
- شیخ بهایی